# Laggera aurita
Laggera aurita là một loài thực vật có hoa trong họ Cúc. Loài này được (DC.) mô tả khoa học đầu tiên năm 1867.